# Takpo
Takpo est une localité située dans le département de Batié de la province du Noumbiel dans la région Sud-Ouest au Burkina Faso.

## Géographie
Takpo se trouve à environ 10 km à l'est de Batié, le chef-lieu du département, et à 3 km à l'ouest de Tamipar.

## Santé et éducation
Le centre de soins le plus proche de Takpo est le centre de santé et de promotion sociale (CSPS) de Tamipar tandis que le centre médical avec antenne chirurgicale (CMA) de la province se trouve à Batié.